# Любчански, Ирина
Ирина Любчански (англ. Irina Lubtchansky) — французский кинооператор.

## Биография
Ирина Любчански является дочерью известного французского кинооператора Уильяма Любчанского и монтажера Николь Любчански. Имеет сестру, археолога Наташу Любчански.
Карьеру в кино начинала в начале 1990-х годов как ассистентка оператора и ассистентка режиссёра (в частности Жака Риветта), прежде чем стать оператором-постановщиком. Известна своими работами, в частности, в фильмах таких режиссёров, как Рабех Аммер-Займешь, Ромен Гупиль и Арно Деплешен.
В 2016 году Ирина Любчански была номинирована как лучший оператор на французскую национальную кинопремию «Сезар» за работу над фильмом Арно Деплешена «Три воспоминания моей юности».